# Odontomelus ixyonotus
Odontomelus ixyonotus är en insektsart som beskrevs av Nicholas David Jago 1995. Odontomelus ixyonotus ingår i släktet Odontomelus och familjen gräshoppor. Inga underarter finns listade i Catalogue of Life.